# O Cenușăreasă modernă
O cenușareasă modernă (engleză: A Cinderella Story) este o comedie romantică pentru adolescenți avându-i în roluri principale pe Chad Michael Murray și Hilary Duff, avându-l ca scenarist pe Leigh Dunlap. Este o variantă modernă a poveștii clasice a Cenușăresei, acțiunea incluzând un celular pierdut, în locul tradiționalului pantof de cristal. Regizat de Mark Rosman, filmul îi include de asemenea pe Regina King, Julie Gonzalo și Lin Shaye. Filmul include de asemenea cântecul "Now you know", scris și interpretat de Kara DioGuardi. Filmul a avut parte de critici negative copleșitoare, dar a câștigat la urmă 70 de milioane de dolari pe tot globul.

## Sinopsis
Sam Montgomery (Hilary Duff) trăia o viață de poveste cu tatăl ei văduv (Whip Hubley) când avea 8 ani, într-o suburbie din California. Mai târziu, tatăl ei a deschis un restaurant numit după el și s-a îndrăgostit de o femeie numită Fiona cu care s-a căsătorit mai târziu. Într-o zi, tatăl ei moare în cutremurul din 1994 și o lasă cu mama sa vitregă ce și-a făcut mult prea multe operații estetice și este obsedată de somon și cu cele 2 surori vitrege Brianna (Madeline Zima) și Gabriella (Andrea Avery). 8 ani mai târziu, Sam este o studentă de nota 10 ce suportă capriciile mamei sale vitrege nepăsătoare, care a transformat restaurantul tatălui său într-un local roz și o forțează să lucreze ca o chelneriță. Pe lângă familia sa, Sam trebuie să se confrunte cu fetele populare de la școală, în special cu conducătoarea majoretelor, Shelby Cummings (Julie Gonzalo). Sam este consolată de prietenul ei cel mai bun Carter (Dan Byrd) și prietenul ei de pe internet, care vrea să se ducă la universitatea Princeton cu ea. Însă ea nu știe că admiratorul ei secret este Austin Ames (Chad Michael Murray), fundașul echipei de fotbal și cel mai popular elev al școlii, care se întâlnește cu Shelby, care este obsedată să fie populară.
Povestindu-și oful unul altuia prin e-mail, Austin o invită pe Sam  la petrecerea de Halloween ca să se întâlnească. Austin o părăsește pe Shelby cu câteva ore înaintea petrecerii. În același timp, Fiona o forțează pe Sam să lucreze până la ora 12 în acea seară. Rhonda (Regina King), mentorul și prietena lui Sam, și Carter o ajută pe Sam să meargă la petrecere, îmbrăcând-o ca pe Cenușăreasa cu o mască și rochia de mireasă a Rhondei. Ea se întâlnește cu Austin în mijlocul ringului de dans și vrea să renunțe la început din cauza faptului că prietenul ei de pe internet este chiar Austin Ames. El o cucerește și se duc afară împreună. În timp ce dansează împreună într-un foișor, se joacă "10 întrebări", iar Sam nu își dezvăluie identitatea. Între timp, Carter, deghizat ca Zorro, o salvează pe Shelby de la avansurile lui David (Brad Bufanda), unul dintre prietenii lui Austin.
Chiar înainte ca Austin să-i dea masca jos lui Sam, alarma celularului ei pornește cu 15 minute înaintea miezului nopții, avertizând-o să se intoarcă la restaurant înainte să fie prinsă. Ea îl părăsește pe Austin înainte ca acesta să-și dea seama cine este. Austin și Sam sunt aleși ca prințul și prințesa balului, dar, aparent, Cenușăreasa este greu de găsit. Pe drum, Sam își scapă accidental telefonul. Austin, care a urmărit-o, îl găsește, hotărât să afle cine este această Cenușăreasă.
Sam se duce la școală a doua zi și află că Austin face o căutare în întreaga școală pentru Cenușăreasa sa. Sam încă se simte rușinată să-și dezvăluie identitatea lui Austin, care este în schimb obsedat de găsirea ei. Sam îi spune lui Carter că, dacă el îi spune lui Shelby că el este Zorro, și ea îi va spune lui Austin. Carter este de acord, dar, după ce îi spune lui Shelby, aceasta îl respinge. Într-o zi, Austin vine singur la restaurant, unde își exprima supărarea. Sam încearcă să-i spună cine este, dar este întreruptă de Fiona. Cu ocazia aceasta, Austin află cum se numește cea poreclita de toți "fata de la restaurant". Într-o după-amiază, surorile sale vitrege găsesc e-mailurile ei căutându-i prin calculator. După ce au încercat, fără succes însă, să se prezinte ca Cenușăreasa lui Austin, ajung să le arate e-mailurile lui Shelby și prietenelor ei. Surorile vitrege o fac să creadă că Sam l-a furat pe Austin intenționat, așa că Shelby organizează o scenetă meschină pentru festivitatea de încurajare a echipei de fotbal ca să o umilească pe Sam. Sceneta este jucată în fața întregii școlii, dar și în fața tatălui lui Austin care este prezent la festivitate și care îl presează  pe Austin sa meargă la universitatea USC să joace fotbal. Austin nu i-a spus niciodată tatălui său că vrea de fapt să meargă la Princeton.
Rănită și umilită, Sam se întoarce acasă și Fiona aduce o scrisoare de la Princeton care spunea că a fost respinsă. Aceasta este, de fapt, o scrisoare falsă, Fiona și surorile vitrege aruncând scrisoarea reală de la Princeton care spunea că a intrat, cel mai probabil ca ea să nu părăsească restaurantul. A doua zi la restaurant, Brianna și Gabriella trântesc ușa și o chitară cu fața lui Elvis cade (învinuindu-o pe Sam), rupând tapetul, descoperind o frază " Niciodată nu lăsa frica de nereușită să te împiedice să joci". Sam o citește cu voce tare și decide că s-a săturat de familia ei vitregă și de tratamentul lor abuziv. Ea demisionează, îi spune Fionei că a terminat să-și bată joc de ea, și se mută cu Rhonda, care, împreună cu ceilalți angajați, demisionează. Din cauza acestui lucru, toți clienții pleacă. În noaptea meciului mare de fotbal, Sam intră hotărâtă în vestiarul băieților, îl confruntă pe Austin, spunându-i că s-a săturat de aceste 2 identități diferite, una pentru ea și una pentru prietenii săi: " Asteptându-te pe tine e ca așteptarea ploii în seceta asta, nefolositor și dezamagitor". Carter se întâlnește cu ea la școală și o invită pe Sam să meargă la meciul de fotbal cu el. Într-o pauză a meciului, Shelby le spune prietenelor sale că ea și Austin vor fi împreună în curând. În ultimele momente ale meciului, în vreme ce echipa este aranjată înainte de ultima fază, Austin o vede pe Sam că pleacă și abandonează meciul. Plecând de pe teren, tatăl său îl apucă și îl întreabă ce face, își aruncă visul așa, dar Austin îi răspunde că, de fapt, aruncă visul tatălui său. Se împacă cu Sam și o sărută în public, spre marea ciudă a lui Shelby și a surorilor vitrege. În același timp începe să plouă. În același timp echipa câștigă meciul chiar și fără Austin.
La sfârșit, Sam găsește testamentul ascuns al tatălui ei care îi lasă totul ei. Fiona este arestată pentru interogatoriu deoarece a ținut testamenul secret când semnătura ei era pe linia martorilor documentului. Sam vinde mașinile ca să plătească taxa pentru colegiu. Surorile vitrege reușesc să găsească scrisoarea adevărată de la Princeton în gunoi. Restaurantul este adus la normal și, după ce a făcut o înțelegere cu procurorul, Fiona este forțată să lucreze ca noua chelneriță ca să-și plătească datoriile comunitare, sub supervizarea Rhondei. Brianna și Gabriella lucrează acolo de asemenea, cum mama lor nu mai e bogată. Carter primește un rol într-o reclamă TV, care devine un succes, și obține interesul lui Shelby, dar Carter vede monstrul din ea și o respinge în public pentru Dj-ul școlii Astrid. Ultima scenă îi arată pe Sam și pe Austin la locul de început al filmului, cu mașina lui Sam, și Austin îi dă telefonul înapoi. Ca un testament al dansului el îl atașează la glezna ei, cum era la petrecere, dar ea îl ia înainte ca el să termine, se sărută și pleacă la Princeton ca să-și petreacă viitorul împreună.